# ماريسا باريديس
ماريا لويزا باريديس بارتولومي (بالإسبانية: Marisa Paredes)‏ (3 أبريل 1946 - 17 ديسمبر 2024) هي مُمثلة مسرحية وسينمائية إسبانية متميزة، وعرفت فنياً باسم ماريسا باريديس، تعتبر من أهم ممثلات جيلها، بدأت مشوارها الفني عام 1960، مثلت في أكثر من 75 فيلما وأكثر من 80 قصة تلفزيونية و15 مسرحية مع أهم مخرجي السينما الأوروبية. حصل على العديد من الجوائز عن أعماله: جائزة التصوير السينمائي الوطنية، والميدالية الذهبية للاستحقاق في الفنون الجميلة، وسام فيرميل الكبير لفيلا دي باريس، والتصوير الفضي في ست مناسبات، وجائزة الشرف في مهرجان سينما دي أستورجا و جائزة جويا الشرفية ‏ عام 2018، من بين عدة جوائز أخرى.

## حياتها
وُلدت وتوفيت بمدينة مدريد في إسبانيا.

## أعمال

### أفلام
- (1997) الحياة جميلة[7]
- (1999) كل شيء عن أمي[8]
- (2001) العمود الفقري للشيطان
- (2002) الحديث معها[9]
- (2011) الجلد الذي أعيش فيه

## جوائز
- جائزة جويا الشرفية [الإنجليزية]‏ (2018)

## وصلات خارجية
- ماريسا باريديس على موقع IMDb (الإنجليزية)
- ماريسا باريديس على موقع قاعدة بيانات الأفلام العربية
- ماريسا باريديس على موقع ألو سيني (الفرنسية)
- ماريسا باريديس على موقع أول موفي (الإنجليزية)
- ماريسا باريديس على موقع قاعدة بيانات الأفلام السويدية (السويدية)
- ماريسا باريديس على موقع إن إن دي بي (الإنجليزية)
- ماريسا باريديس على موقع قاعدة بيانات الفيلم (الإنجليزية)
- ماريسا باريديس على موقع كينوبويسك (الروسية)